# Mateo Acosta
Mateo Agustín Acosta (Buenos Aires, Argentina, 22 de septiembre de 1992) es un futbolista argentino que juega como delantero y su actual equipo es Estudiantes de Caseros, de la Primera Nacional.

## Trayectoria
Comenzó su carrera durante la temporada 2013-14 con Tiro Federal de Morteros en el Torneo Argentino B, donde marcó 13 goles en 24 partidos. Libertad de Sunchales contrató sus servicios en junio de 2014, para el 3 de enero de 2015 ser anunciado como nuevo jugador de Juventud Unida. Al año siguiente, fue contratado por Guillermo Brown, donde aportó con 3 goles en 14 partidos en la campaña que terminó con El Capo del Sur en la 8ª posición.
Tuvo su primera experiencia en el extranjero, cuando el 7 de julio de 2016 fue anunciado como nuevo jugador del Alianza Petrolera de Colombia, donde jugó 10 partidos sin marcar goles, siendo su contrato rescindido de forma anticipada en diciembre del mismo año. En febrero de 2017, fue contratado por Almagro de la Primera B Nacional de Argentina, para regresar en agosto de 2017 a Guillermo Brown, siendo cedido en 2018 a Gimnasia y Esgrima (Mendoza). En enero de 2020, tras no ser considerado por el entrenador Marcelo Broggi, fue anunciado como refuerzo de Deportivo Madryn. En noviembre de 2020, fue anunciado como nuevo jugador de Brown de Adrogué.
En noviembre de 2022, se anunció su fichaje por Huachipato de la Primera división chilena.
En junio de 2023 se une a San Martín de Tucumán para disputar la segunda parte del Torneo de Primera Nacional 2023.
Es hijo de Gustavo "Cepillo" Acosta, recordado mediocampista ofensivo que supo brillar en Ferro Carril Oeste.

## Estadísticas

### Clubes
Actualizado de acuerdo al último partido jugado el 14 de junio de 2025.
| Club                               | Div.          | Temporada     | Liga  | Liga  | Liga   | Copas nacionales | Copas nacionales | Copas nacionales | Torneos internacionales | Torneos internacionales | Torneos internacionales | Total | Total | Total  | Media goleadora |
| Club                               | Div.          | Temporada     | Part. | Goles | Asist. | Part.            | Goles            | Asist.           | Part.                   | Goles                   | Asist.                  | Part. | Goles | Asist. | Media goleadora |
| ---------------------------------- | ------------- | ------------- | ----- | ----- | ------ | ---------------- | ---------------- | ---------------- | ----------------------- | ----------------------- | ----------------------- | ----- | ----- | ------ | --------------- |
| Tiro Federal de Morteros Argentina | 4.ª           | 2013-14       | 24    | 13    | 0      | —                | —                | —                | —                       | —                       | —                       | 24    | 13    | 0      | 0.54            |
| Tiro Federal de Morteros Argentina | Total club    | Total club    | 24    | 13    | 0      | 0                | 0                | 0                | 0                       | 0                       | 0                       | 24    | 13    | 0      | 0.54            |
| Libertad de Sunchales Argentina    | 3.ª           | 2014          | 12    | 5     | 1      | —                | —                | —                | —                       | —                       | —                       | 12    | 5     | 1      | 0.42            |
| Libertad de Sunchales Argentina    | Total club    | Total club    | 12    | 5     | 1      | 0                | 0                | 0                | 0                       | 0                       | 0                       | 12    | 5     | 1      | 0.42            |
| Juventud Unida (G) Argentina       | 2.ª           | 2015          | 23    | 0     | 1      | —                | —                | —                | —                       | —                       | —                       | 23    | 0     | 1      | 0.00            |
| Juventud Unida (G) Argentina       | Total club    | Total club    | 23    | 0     | 1      | 0                | 0                | 0                | 0                       | 0                       | 0                       | 23    | 0     | 1      | 0.00            |
| Guillermo Brown (PM) Argentina     | 2.ª           | 2016          | 14    | 3     | 0      | —                | —                | —                | —                       | —                       | —                       | 14    | 3     | 0      | 0.21            |
| Guillermo Brown (PM) Argentina     | 2.ª           | 2017-18       | 23    | 5     | 0      | 1                | 0                | 0                | —                       | —                       | —                       | 24    | 5     | 0      | 0.21            |
| Guillermo Brown (PM) Argentina     | 2.ª           | 2019-20       | 12    | 2     | 0      | —                | —                | —                | —                       | —                       | —                       | 12    | 2     | 0      | 0.17            |
| Guillermo Brown (PM) Argentina     | Total club    | Total club    | 49    | 10    | 0      | 1                | 0                | 0                | 0                       | 0                       | 0                       | 50    | 10    | 0      | 0.20            |
| Alianza Petrolera · Colombia       | 1.ª           | F-2016        | 10    | 0     | 0      | —                | —                | —                | —                       | —                       | —                       | 10    | 0     | 0      | 0.00            |
| Alianza Petrolera · Colombia       | Total club    | Total club    | 10    | 0     | 0      | 0                | 0                | 0                | 0                       | 0                       | 0                       | 10    | 0     | 0      | 0.00            |
| Club Almagro Argentina             | 2.ª           | 2016-17       | 12    | 1     | 1      | 1                | 0                | 0                | —                       | —                       | —                       | 13    | 1     | 1      | 0.08            |
| Club Almagro Argentina             | Total club    | Total club    | 12    | 1     | 1      | 1                | 0                | 0                | 0                       | 0                       | 0                       | 13    | 1     | 1      | 0.08            |
| Gimnasia y Esgrima (M) Argentina   | 2.ª           | 2018-19       | 16    | 0     | 0      | 1                | 0                | 0                | —                       | —                       | —                       | 17    | 0     | 0      | 0.00            |
| Gimnasia y Esgrima (M) Argentina   | Total club    | Total club    | 16    | 0     | 0      | 1                | 0                | 0                | 0                       | 0                       | 0                       | 17    | 0     | 0      | 0.00            |
| Deportivo Madryn Argentina         | 2.ª           | 2019-20       | 7     | 1     | 0      | 2                | 0                | 0                | —                       | —                       | —                       | 9     | 1     | 0      | 0.11            |
| Deportivo Madryn Argentina         | Total club    | Total club    | 7     | 1     | 0      | 2                | 0                | 0                | 0                       | 0                       | 0                       | 9     | 1     | 0      | 0.11            |
| Brown de Adrogué Argentina         | 2.ª           | 2020          | 7     | 2     | 0      | —                | —                | —                | —                       | —                       | —                       | 7     | 2     | 0      | 0.29            |
| Brown de Adrogué Argentina         | 2.ª           | 2021          | 32    | 9     | 2      | —                | —                | —                | —                       | —                       | —                       | 32    | 9     | 2      | 0.28            |
| Brown de Adrogué Argentina         | 2.ª           | 2022          | 33    | 14    | 3      | 1                | 0                | 0                | —                       | —                       | —                       | 34    | 14    | 3      | 0.41            |
| Brown de Adrogué Argentina         | Total club    | Total club    | 72    | 25    | 5      | 1                | 0                | 0                | 0                       | 0                       | 0                       | 73    | 25    | 5      | 0.34            |
| C. D. Huachipato · Chile           | 1.ª           | 2023          | 10    | 2     | 0      | 1                | 1                | 0                | —                       | —                       | —                       | 11    | 3     | 0      | 0.27            |
| C. D. Huachipato · Chile           | Total club    | Total club    | 10    | 2     | 0      | 1                | 1                | 0                | 0                       | 0                       | 0                       | 11    | 3     | 0      | 0.27            |
| San Martín (T) Argentina           | 2.ª           | 2023          | 11    | 2     | 1      | 1                | 0                | 0                | —                       | —                       | —                       | 12    | 2     | 1      | 0.17            |
| San Martín (T) Argentina           | 2.ª           | 2024          | 4     | 0     | 0      | —                | —                | —                | —                       | —                       | —                       | 4     | 0     | 0      | 0.00            |
| San Martín (T) Argentina           | Total club    | Total club    | 15    | 2     | 1      | 1                | 0                | 0                | 0                       | 0                       | 0                       | 16    | 2     | 1      | 0.17            |
| Estudiantes de Caseros Argentina   | 2.ª           | 2024          | 12    | 4     | 0      | —                | —                | —                | —                       | —                       | —                       | 12    | 4     | 0      | 0.33            |
| Estudiantes de Caseros Argentina   | 2.ª           | 2025          | 14    | 6     | 1      | —                | —                | —                | —                       | —                       | —                       | 14    | 6     | 1      | 0.43            |
| Estudiantes de Caseros Argentina   | Total club    | Total club    | 26    | 10    | 1      | 0                | 0                | 0                | 0                       | 0                       | 0                       | 26    | 10    | 1      | 0.38            |
| Total carrera                      | Total carrera | Total carrera | 276   | 69    | 10     | 8                | 1                | 0                | 0                       | 0                       | 0                       | 284   | 70    | 10     | 0.25            |
| 1. 2.                              |               |               |       |       |        |                  |                  |                  |                         |                         |                         |       |       |        |                 |

## Palmarés

### Títulos nacionales
| Título           | Club       | País  | Año  |
| ---------------- | ---------- | ----- | ---- |
| Primera División | Huachipato | Chile | 2023 |